# ГЕС Хондодзі
ГЕС Хондодзі (яп. 本道寺発電所, Хондо:джі хацуденшьо, Гепберн: Hondōji hatsudensho) — гідроелектростанція в Японії на острові Хонсю. Знаходячись перед малою ГЕС Мідзугаторо (5 МВт), становить верхній ступінь каскаду на річці Саґае, лівій притоці Могамі, яка у місті Саката впадає до Японського моря.
В межах проекту річку перекрили кам'яно-накидною греблю висотою 112 метрів, довжиною 510 метра та шириною від 14 (по гребеню) до 50 (по основі) метрів, яка потребувала 10,4 млн м3 матеріалу. Вона утримує витягнуте на 7,8 км водосховище з площею поверхні 3,4 км2 та об'ємом 109 млн м3 (корисний об'єм 98 млн м3, з яких 37 млн м3 зарезервовано для протиповеневих заходів), в якому припустиме коливання рівня під час операційної діяльності між позначками 341,5 та 398,5 метра НРМ (під час повені до 401,5 метра НРМ).
Через напірний водовід довжиною 0,18 км зі спадаючим діаметром від 3,6 до 3,2 метра ресурс надходить до машинного залу. Основне обладнання станції становить одна турбіна типу Френсіс потужністю 77 МВт (номінальна потужність станції рахується як 75 МВт). Вона використовує напір до 137 метрів та забезпечує виробництво 243 млн кВт-год електроенергії на рік.
Відпрацьована вода повертається у річку по відвідному тунелю довжиною 2,6 км з діаметром 4,8 метра.